# St. Antonius (Denklingen)

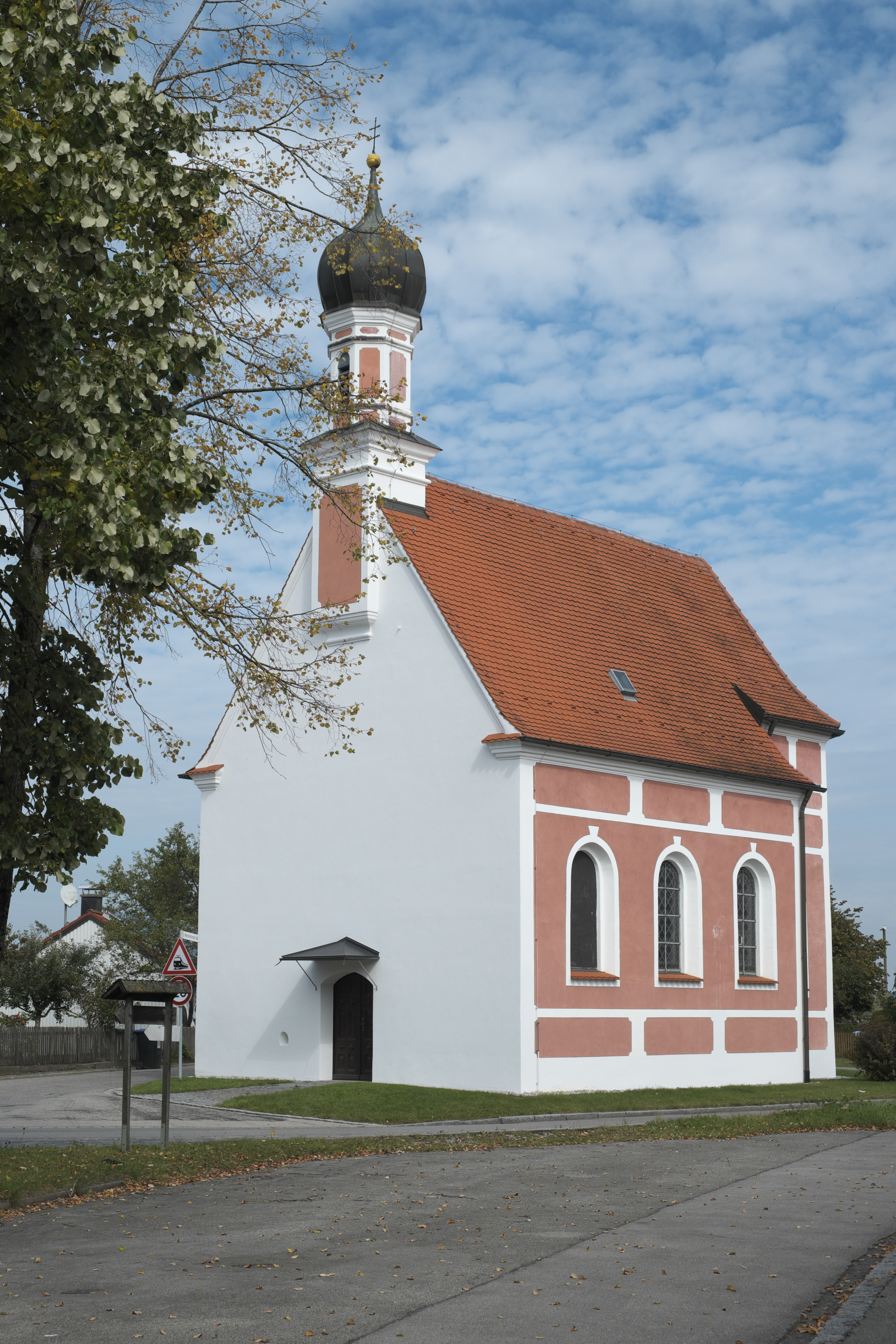
St. Antonius in Denklingen

Die katholische Kapelle St. Antonius in Denklingen, einer Gemeinde im oberbayerischen Landkreis Landsberg am Lech, wurde im Kern 1681 errichtet und 1738 vergrößert. Die Kapelle am St.-Anton-Weg 1, am nördlichen Ortseingang an der Kreuzung der Landstraße von Leeder nach Epfach mit der Hauptstraße, ist ein geschütztes Baudenkmal.

## Geschichte
Die im 17. Jahrhundert erbaute Kapelle erfuhr im Jahr 1738 eine Neugestaltung durch den Wessobrunner Baumeister Joseph Schmuzer. Nachdem die Kapelle 1810 wegen Baufälligkeit vom Abbruch bedroht war, wurde sie 1884/85 in einem romanisierenden Stil erneuert, wobei die barocke Stuckdekoration im Inneren entfernt wurde.

## Architektur
Die dem heiligen Antonius von Padua geweihte Kapelle ist nach Norden ausgerichtet. Der einschiffige, dreiachsige Satteldachbau mit aufgemalter Architekturgliederung und profiliertem Traufgesims besitzt einen eingezogenen Chor mit Fünfachtelschluss. Die Rundbogenfenster sind zum Teil als Blendfenster ohne Öffnung ausgebildet. Die fensterlose Schauseite zur Straße mit Eingang besitzt auf der Giebelspitze einen achteckigen Dachreiter mit Zwiebelhaube.
Das Langhaus und der Chor tragen eine Flachdecke über Hohlkehlen. Der Chorbogen liegt auf profilierten Kämpfergesimsen. An der Westseite befindet sich eine Empore ohne Stützen. An der Langhausdecke ist in einem geschweiften Stuckprofilrahmen die Darstellung des heiligen Antonius im Gespräch mit dem Paduaner Herrscher Ezzelin zu sehen. Das Gemälde ist mit „Schnitzler 1884“ signiert. Das Deckengemälde im Chor, eine Heilig-Geist-Darstellung, malte 1913 Alois Haugg aus Ottobeuren.

## Ausstattung
Das Retabel des zweisäuligen Hochaltars besteht aus einer Rundbogennische mit der Holzfigur des heiligen Antonius von Padua. Es wurde 1884 von der Baldauf´schen Kunstanstalt in Augsburg geschaffen. Die beiden Ölgemälde, links die Muttergottes inmitten der Vierzehn Nothelfer und rechts die Unterweisung Mariens, wurden um 1700 gemalt.
Die weitere Ausstattung stammt aus dem 18. und 19. Jahrhundert.